# Raid 2000
Raid 2000 is een computerspel voor de Commodore 64. Het spel werd in 1986 uitgebracht door Mirrorsoft. Het spel is van het type multiscrolling Shoot'em Up. De Xanthidian zijn de aarde binnengevallen en de speler moet terugvechten. Het speelveld wordt met bovenaanzicht getoond.

## Ontvangst
| Beoordeeld door                | Jaar | Score |
| ------------------------------ | ---- | ----- |
| ASM (Aktueller Software Markt) | 1987 | 57%   |
| Computer Gamer                 | 1987 | 46%   |
| ASM (Aktueller Software Markt) | 1986 | 45%   |